# NGC 746
NGC 746 je nepravidelná galaxie v souhvězdí Andromedy. Její zdánlivá jasnost je 13m a úhlová velikost 1,7′ × 1,0′. Je vzdálená 38 milionů světelných let. Galaxii objevil 12. září 1885 Lewis A. Swift.